# Mahr-Gruppe
Die Mahr-Gruppe (Eigenschreibweise: Mahr Gruppe) ist eine deutsche Unternehmensgruppe der Fertigungsmesstechnik. Der Konzern mit Tochtergesellschaften in Europa, Nord- und Südamerika und in Asien wird in fünfter Generation familiengeführt.
Mahr ist der Weltmarktführer im Bereich der präzisen Längenmesstechnik (PLM) sowie ein bedeutender Hersteller von Form- und Oberflächenmessgeräten.

## Geschichte
Im Alter von 31 Jahren gründete 1861 der Schlossermeister Carl Mahr (1830–1899) seine eigene Werkstatt in Esslingen, das Stammhaus der heutigen Unternehmensgruppe. 1882 stieg sein Sohn Oskar Mahr (1866–1937) in das Unternehmen ein und führte es nach dem Tod des Gründers weiter. Die Nachfolge von Oskar Mahr trat dessen Sohn Carl Mahr (1894–1967) an. Dieser vergrößerte das Unternehmen und gründete u. a. 1936 eine Tochtergesellschaft in Göttingen, die Feinprüf, Feinmess- und Prüfgeräte GmbH.
Die Leitung der Göttinger Feinprüf GmbH übernahm der jüngere Bruder von Carl Mahr, der Ingenieur Oscar Mahr (1907–1968). Die Tochtergesellschaft wurde gegründet, um dem Auftrag des Oberkommandos der Wehrmacht nachzukommen, in Göttingen nach dem sogenannten Montan-Schema staatsfinanziert eine Fabrik für den Lehren- und Vorrichtungsbau „betriebsfertig einzurichten“. Während des Zweiten Weltkriegs unterstand das Unternehmen als Rüstungsbetrieb dem Rüstungskommando. Ende 1944 beschäftigte die Feinprüf GmbH 690 Mitarbeiter in Göttingen, darunter ein Fünftel ausländische Zwangsarbeiter.
1966 übergab Carl Mahr Unternehmensanteile an seinen Sohn Carl Fritz Mahr (1925–1992), der seit 1952 im Unternehmen tätig war. Unter dessen Leitung wurde 1973 die Dr. Ing. Perthen GmbH in Hannover übernommen. Ferner wurden Tochtergesellschaften in Frankreich und den USA gegründet. 1984 kehrte Carl Fritz Mahrs Neffe Thomas Keidel (* 1947) in das Unternehmen zurück, übernahm zunehmend Führungsverantwortung und trat schließlich die Nachfolge seines Onkels an.
Unter der Leitung von Keidel expandierte Mahr weltweit. Der Hauptsitz wurde 1994 mit Gründung der Carl Mahr Holding GmbH nach Göttingen verlegt. 2010 übergab Keidel den Vorsitz der Geschäftsführung an seinen Cousin Stephan Gais (* 1956). Der Bank- und Diplom-Kaufmann kam 1994 als Geschäftsführer der Feinprüf-Perthen GmbH nach Göttingen.
2011 feierte das Unternehmen sein 150-jähriges Bestehen. 2012 fusionierten Mahr OKM und Mahr Göttingen. Ein Jahr später schlossen sich Mahr Esslingen und Mahr Göttingen zusammen. 2015 wurden die MWF Roland Friedrich GmbH und das US-Unternehmens ESDI übernommen.

## Produkte
Zu den Produkten der Unternehmensgruppe zählen Messgeräte zum Prüfen der Werkstückgeometrie, Zahnradpumpen (Spinnpumpen) und hochgenaue Kugelführungen als universelles Bauelement mechanischer Konstruktionen.
Weitere Produkte: Elektronische und pneumatische Längenmess- und Steuergeräte, Mehrstellen-Messeinrichtungen und Messmaschinen, Messrechner für die statistische Qualitätskontrolle, Oberflächenmessregister und Protokolliergeräte, Profilmessschreiber sowie Formmess- und Auswertgeräte für Rundheit und Geradheit.